# Koszewnica (powiat węgrowski)
Koszewnica – wieś w Polsce położona w województwie mazowieckim, w powiecie węgrowskim, w gminie Wierzbno. Ma status sołectwa.
W latach 1975–1998 miejscowość należała administracyjnie do województwa siedleckiego.
Wierni Kościoła rzymskokatolickiego należą do parafii św. Stanisława Biskupa Męczennika w Czerwonce Liwskiej.